# Bedemon
I Bedemon sono un gruppo musicale heavy metal statunitense, formatosi a San Miguel negli anni settanta. Fondata dagli stessi membri dei Pentagram, la band piantò le radici della successiva fase musicale del gruppo e nel 2002 è tornata nuovamente in attività dopo un iniziale scioglimento.

## Storia
I Bedemon nacquero originariamente negli anni settanta (1973 circa), come side project dei Pentagram. Erano costituiti da Randy Palmer, Bobby Liebling, Geof O'Keefe e l'amico di Randy, Mike Matthews. Il nome venne scelto come portmanteau di due nomi precedentemente proposti "demon" e "Behemoth".
Il primo demo prodotto comprendeva le tracce Child of Darkness, Serpent Venom e Frozen Fear. Entusiasti di queste registrazioni, i Bedemon produssero altri brani (avevano ormai materiale a disposizione per più di un album), tra i quali Starlady e Touch the Sky, successivamente adottate dai Pentagram, dopo l'ingresso di Randy in questi ultimi.
Scioltisi nel 1986, si riunirono nel 2002 su richiesta del giornalista e musicista Perry Grayson. Nel 2006 pubblicarono la raccolta Child of Darkness: From the Original Master Tapes e, nel 2012, l'album Symphony of Shadows, registrato tra il 2002 e il 2009.

## Formazione[7]
- Randy Palmer - chitarra
- Geof O'Keefe - batteria
- Mike Matthews - basso
- Craig Junghandel - voce

### Ex componenti
- Bobby Liebling - voce
- Greg Mayne - basso
- Norman Lawson - chitarra

## Discografia

### Album in studio
- 2012 - Symphony of Shadows

### Raccolte
- 2006 - Child of Darkness: From the Original Master Tapes